# هانس اوبرگ
هانس اوبرگ (انگلیسی: Hans Öberg; ۲۱ نوامبر ۱۹۲۶ – ۹ مارس ۲۰۰۹) ورزشکار هاکی روی یخ اهل سوئد بود.
وی در مسابقات کشوری و بین‌المللی در مجموع برندهٔ ۲ مدال طلا، ۳ مدال برنز شده‌است.